# Сказание о князьях Владимирских
«Сказание о князьях Владимирских» (также цикл «Сказаний о князьях Владимирских») — русский литературно-публицистический памятник XVI века, использовавшийся в политической борьбе с целью укрепления авторитета великокняжеской, а позднее царской власти.
В основе произведения лежит легенда, которая возводит русских великих князей к римскому императору Августу через посредство легендарного Пруса, с одной стороны, состоявшего в родстве с Августом, с другой — согласно легенде, являвшегося родственником первого русского князя Рюрика. Составитель Сказания или его источников, возводя Рюрика к Августу, руководствовался идеей поиска «престижных» основателей государства.
В Сказание входит также другая легенда, о получении Владимиром Мономахом от византийского императора Константина Мономаха царских регалий, знаков царского достоинства: барм, Животворящего Креста и царского венца (Шапки Мономаха), которыми великий князь был венчан на царство и наречен «царем великия Россия». История о передаче на Русь царского венца не подтверждается историческими фактами.
Трактат послужил идеологическим фоном для венчания Ивана IV Грозного как первого русского царя.

## Текстология и происхождение
По мнению А. В. Назаренко, уже в домонгольский период сформировалась основа для панегирического предания о византийских царских дарах Владимиру Мономаху, в первой половине XVI века в «Сказании о князьях Владимирских» получившего законченную форму — о византийском происхождении шапки Мономаха в качестве коронационной инсигнии Русского государства.
Время формирования легенд, лежащих в основе Сказания, не установлено, об их существовании до начала XVI века сведений нет. В 1510-х годы, до 1523 года, легенды оказались объединены в тексте церковно-публицистического «Послания о Мономаховом венце» Спиридона-Саввы (Сатаны). На основе Послания примерно в то же время и не позднее 1527 года была создана первая редакция Сказания. Вторая редакция произведения была создана в связи с подготовкой венчания на царство Ивана IV.
Составитель Сказания и точное время его создания неизвестны. Предположения об авторстве исходят из датировок произведения. По мнению И. Н. Жданова, Сказание было создано в конце XV века, и Спиридон-Савва для своего Послания использовал уже имевшийся текст Сказания. Согласно Жданову, в конце XV века автором такого сочинения вероятнее всего был Пахомий Серб, много трудившийся по заказу московской власти. А. А. Зимин также относил Сказание к концу XV века, однако его составление связывал с подготовкой венчания на царство Иваном III своего внука Дмитрия Ивановича в 1498 году. Зимин не называл вероятного автора, но и не считал таковым Пахомия. А. А. Гольдберг предположил, что первоначальная редакция произведения не сохранилась и была создана в конце 1510 — начале 1520-х годов, а её автором мог быть Дмитрий Герасимов, русский дипломат, который был литературно образован и занимался переводческой деятельностью, «способный воплотить в конкретной форме новые историко-политические идеи, сложившиеся в московских правящих кругах». Р. П. Дмитриева отмечает, что версии авторства как Пахомия Серба, так и Дмитрия Герасимова не являются серьёзно аргументированными. По её мнению, произведение было написано в среде, которая являлась «тесно связанной с великокняжеской властью, если и не непосредственно, то через какое-то высокопоставленное лицо».
«Сказание о князьях владимирских» в первой редакции и Послание Спиридона-Саввы сопровождаются дополнительной статьей — родословием литовских князей, основой которого является легенда о низком происхождении первого князя литовского Гедимина, которая была нацелена на утверждение превосходства московской династии над литовскими князьями. Эта статья была политически актуальна в 1510—1520-х годах, период упорной борьбы с Литовским государством за пограничные земли. Но эта легенда уже не была использована при составлении великокняжеской Воскресенской летописи, и Иван Грозный отвергал ее, заявляя: «…безлепичники врут, что Витенец-служебник был тверских великих князей, а при нем был конюшец Гегиминик» (Послания Ивана Грозного). В итоге во вторую редакцию «Сказания о князьях Владимирских» родословие литовских князей не вошло.

## Цели и задачи
В XV—XVI веках Владимир-на-Клязьме сохранял авторитет в качестве одного из древнейших политических и церковных центров Северо-Восточной Руси, что отразилось в том числе в ряде древнерусских сочинений, в наиболее полном виде, в частности, в цикле «Сказаний о князьях Владимирских».
Уже в средневековой историографии, в особенности в польской, получили распространение конструкции, призванные продемонстрировать, по меньшей мере, римскую древность славянской государственности; на Руси в этом русле было создано «Сказание о князьях Владимирских». В русском летописании и политической литературе XVI века, в том числе в Сказании, под влиянием польской историографии Рюрик был представлен как потомок римского императора Августа и выходец из Пруссии, а предание о нём было объединено с новгородской традицией о первом посаднике Гостомысле.
В периоды идеологических кризисов летописное сказание о призвании варягов обретало особое значение: начало Русского государства требовалось привести в соответствие с его настоящим. В эпоху становления централизованного государства эта потребность привела к перестройке летописного сказания и созданию «Сказания о князьях Владимирских», согласно которому неизвестный Европе Рюрик предстал потомком Августа.
Составители Сказания ставили задачу создания произведения, которое могло применяться в политической практике Русского государства. Сочинение имело целью утверждение глубоких исторических корней правящей московской династии Рюриковичей через возведение её к римскому императору Августу и противопоставление московских князей литовским Гедиминовичам, которые, исходя из Сказания, имели менее знатных предков. В русской части генеалогии Сказания ключевой фигурой среди владимирских князей представлен Владимир Мономах, вотчиной которого являлся Владимир-на-Клязьме, где в 1108 году князем была выстроена крепость. По версии сочинения, Владимиром Мономахом от византийского императора Константина Мономаха были получены царские инсигнии («венец царский»), «и от того часа тем венцем царскым… венчаются все великие князи владимирские, егда ставятся на великое княжество Русское». Великое княжество Владимирское представлено в Сказании в качестве ступени к «великому княжеству Русскому».
Возведение рода Рюриковичей к Августу в Сказании соответствует традициям средневековой генеалогии централизованных государств с характерными для них имперскими амбициями. В Сказании московская историография «переиграла» Новгород, превратив легендарного новгородского посадника Гостомысла в инициатора призвания великого князя Рюрика «от рода Августа» из Прусской земли: наследниками этих деятелей считали себя московские князья. «Государственный вымысел» ознаменовал здесь окончание летописания и становление литературы Нового времени.

## Использование в политике и дипломатии
Идеи произведения использовались в дипломатических спорах при Василии III и Иване IV. Впервые легенда по тексту Сказания о происхождении великих русских князей от императора Августа была использованы в качестве официальной версии при создании Воскресенской летописи. Позднее она была включена в качестве вступительной статьи к «Государеву родословцу» 1555 года, а также вошла в Степенную книгу.
Для Ивана Грозного личность Владимира Мономаха представляла особый интерес. Эпизод Сказания о даре византийского императора Константина Мономаха князю Владимиру Мономаху знаков царского достоинства, венчании последнего на царство и наречении «царем великия Россия» послужил для Иоанна IV одним из аргументов, доказывающим его право на царский венец. История обретения Владимиром Мономахом царских регалий составила вступительную статью к чину венчания Ивана Грозного на царство в 1547 году. Большинство сохранившихся изображений Владимира Мономаха принадлежат к эпохе Ивана IV. Почти все изображения Владимира Мономаха XVI века были созданы вскоре после венчания на царство Ивана IV. Послание Спиридона-Саввы позднее было использовано в чинах венчания русских царей.
Сюжетом из «Сказания о князьях Владимирских» завершается новгородская редакция «Сказания о Словене и Русе», новгородское по происхождению легендарно-историческое сочинение: Гостомысл, правивший в возобновленном после запустения Новгороде / Словенске, дал совет призвать «самодержца» из Прусской земли «от рода Августова»; затем в Новгород явился «курфистр и князь великий» Рюрик. Легенда о происхождении Рюрика в редакции «Сказания о князьях Владимирских» была использована Иннокентием Гизелем в Синопсисе 1674 года.

## Критика
Безосновательность генеалогических претензий Ивана Грозного, заявленных в связи со Сказанием, вызывала неприятие уже у авторов того периода. Уже хорватский историк XVII века Юрий Крижанич призывал отвергнуть постыдные «басни» «придворных баятелей» о Гостомысле, «не искать славы в лживых и всеми народами осмеянных и оплеванных баснях о роде Августа».
История о передаче на Русь царского венца не подтверждается историческими фактами; киевский князь Владимир Мономах (1113—1125, род. 1053/54) и византийский император Константин IX Мономах (1042—1055) не были современниками.

## В искусстве
В 1551 году в Успенском соборе Московского Кремля появилось царское моленное место (Мономахов трон) Ивана IV, стенки которого украшают 12 барельефов (резьба по дереву), представляющих собой иллюстрации к Сказанию. В композиции, которая открывает повествование, Владимир Мономах восседает на троне, на нём парадные княжеские одежды и высокая шапка с навершием, сходная по форме с венцом Константина Мономаха на другом барельефе того жетрона. Во второй композиции Владимир Мономах изображён верхом на коне, одетый в платье, ферязи и княжескую шапку. В 11-й композиции Владимир Мономах с непокрытой головой встречает присланные от византийского императора дары. В завершающей композиции митрополит Неофит венчает князя на царство, венцом служит высокая шапка с навершием. Владимир Мономах изображён в парадном царском платье, на груди у него крест на толстой цепи, в руке он держит полученный от митрополита жезл-посох. На каждой дверце в кругах вырезаны по две надписи, заключающие в себе рассказ о войне Владимира Мономаха с греками.
| Левый верхний рельеф | Правый верхний рельеф                             | Левый нижний рельеф | Правый нижний рельеф |
| --- | ------------------------------------------------- | --- | --- |
| |                                                   | | |
| |                                                   | | |
| № 1. Совет Владимира Мономаха «со Князми своими», на котором он рассказывает о храбрости предков, получающих дань с Царьграда. | № 2. Выступление Владимира в поход.               | № 3. Войска великого князя Владимира двигаются во Фракию.                                                                              | № 4. Воеводы около фракийского города. |
| |                                                   | | |
| № 5. Воеводы великого князя взяли в плен фракийцев.                                                                            | № 6. Войска возвращаются «со многим богатеством». | № 7. Войска Константина Мономаха сражаются с врагами — «с Персы и с Латыною».                                                          | № 8. Константин Мономах созывает совет и назначает послов в Киев.                                                                                              |
| |                                                   | | |
| № 9. Константин Мономах «дает честныя дары» — царские регалии — для передачи князю Владимиру.                                  | № 10. Послы на корабле отправляются в путь.       | № 11. Посланники из Царьграда прибывают в Киев к великому князю Владимиру и приносят «честныи и ины многи дары и прошаху у него мира». | № 12. Митрополит Неофит, прибывший из Царьграда, венчает великого князя Владимира Всеволодовича царским венцом — шапкой Мономаха и вручает ему царский скипетр |

В 1561 году была создана не сохранившаяся роспись Золотой палаты, парадной залы русских государей. На её стенах были воспроизведены иллюстрации к Сказанию. Иконография была близкой к рельефам трона. Были следующие изображения: Владимир Мономах восседает на троне в палатах, выступает в поход (в отличие от тронной композиции здесь он изображался в доспехах) и венчается на царство. Парадное изображение Владимира было помещено на стене, «что от Благовещения Пресвятыя Богородицы». Правитель представлен сидящим «под золотым царским местом», он имеет полное императорское облачение: «В правой руке держит скипетр, на главе венец царский… на плещах диадима и крест на персях с чепью златой». Рядом с ним был написан образ Константина Мономаха. Сходство их иконографий обоих правителей, их одежды, регалии, подчеркивало их «равночестность». «Портрет» Владимира, поясной в медальоне, располагался на стенеи был обращён к Красному крыльцу. Он был включён ряд других великих князей, бывших сродниками первого русского царя, изображения которых также заключались в медальоны.
Цикл иллюстраций к Сказания был написан также для Лицевого летописного свода.